# Яцимирський Віталій Костянтинович
Віталій Костянтинович Яцимирський (30 вересня 1941, Ташкент — 21 травня 2011, Київ) — український фізико-хімік, педагог. Доктор хімічних наук (1986), професор. Лауреат Державної премії України в галузі науки і техніки (2003), соросівський професор. Дослідник перспективних каталітичних систем, кластерного каталізу, розробник високочутливих газових сенсорів.
Майже пів століття — науковий співробітник та педагог Київського державного (національного) університету імені Тараса Шевченка (1963—2011), з яких 17 років — завідувач кафедри фізичної хімії. Автор понад 300 наукових робіт, низки авторських свідоцтв на винаходи. Учень професорів Мойсея Товбіна та Георгія Баталіна.

## Життєпис
Народився 30 вересня 1941 року у місті Ташкент. Дитинство та юність провів у російському місті Іваново, де працював батько.
У 1963 році закінчив Івановський хіміко-технологічний інститут. Тоді ж родина переїхала до Києва, де Віталій Яцимирський розпочав роботу на кафедрі фізичної хімії Київського державного університету імені Тараса Шевченка, став учнем професорів Мойсея Товбіна та Георгія Баталіна.
На кафедрі займався педагогічною та науково-дослідницькою роботою, викладав фізичну та квантову хімію. У 1968 році здобув науковий ступінь кандидата хімічних наук, захистивши дисертацію на тему «Поверхностная энергия и активность катализаторов синтеза аммиака».

Могила Віталія Яцимирського, Берковецьке кладовище

У 1986 році здобув науковий ступінь доктора хімічних наук, захистивши дисертацію на тему «Физико-химия взаимодействия газов (N₂, CO и продуктов их превращений) с поверхности переходных металлов и их сплавов». З 1988 року, після смерті Георгія Баталіна, очолив кафедру фізичної хімії.
У 2005 році передав посаду завідувача кафедри професору Ігорю Фрицькому. Працював до останніх днів життя. Помер на 70-му році життя 21 травня 2011 року. Похований на Берковецькому кладовищі, неподалік від центрального входу (ділянка № 86, 50°29′17.03″ пн. ш. 30°23′40.93″ сх. д. / 50.4880639° пн. ш. 30.3947028° сх. д.).

### Родина
- Батько — хімік-неорганік, доктор хімічних наук Костянтин Яцимирський (1916—2005)[3].
  - Брат — хімік-неорганік, доктор хімічних наук, професор Національного автономного університету Мексики Анатолій Яцимирський (ісп. Anatoli Iatsimirski; нар. 1946).
- Син — фізико-хімік, кандидат хімічних наук Андрій Яцимирський.

## Наукова та громадська діяльність
Автор понад 300 наукових робіт, низки авторських свідоцтв на винаходи. Науковий керівник, консультант та педагог понад 15 докторів та кандидатів наук. Серед учнів Віталія Яцимирського — Олена Іщенко, Лариса Філіппова, Людмила Олексенко, Віталій Діюк тощо.
На посаді завідувача кафедри фізичної хімії професор Яцимирський разом з колегами проводив дослідження перспективних каталітичних систем, механізмів реакцій окиснення на каталізаторах-сенсорах, розробив високочутливі газові сенсори, розвинув новий науковий напрям — кластерний каталіз. Очолював наукову школу фізикохімічних властивостей каталізаторів, сорбентів і сплавів.
У 2003 році, спільно з колегами, нагороджений Державною премією України в галузі науки і техніки «за цикл наукових праць „Каталіз. Кластерні підходи, механізми гетерогенного та гомогенного каталізу“».
Голова секції фізичної хімії Українського хімічного товариства, академік-секретар відділення хімії та хімічної технології Академії наук вищої школи України. Член президії Ради ветеранів КНУ імені Тараса Шевченка, ветеран праці університету.

## Науковий доробок (частковий)
- Поверхностная энергия и активность катализаторов синтеза аммиака: диссертация кандидата химических наук : 02.00.00. — Киев, 1968. — 150 с.
- Каталитические свойства сплавов в реакции синтеза аммиака / М. В. Товбин, В. Я. Забуга, В. К. Яцимирский. — Киев: Изд-во Киев. ун-та, 1973. — 189 с.
- Химическая связь: [Учебник для хим. специальностей ун-тов] / К. Б. Яцимирский, В. К. Яцимирский. — Киев: Вища шк., 1975. — 303 с.
- Физико-химия взаимодействия газов (N₂, CO и продуктов их превращений) с поверхности переходных металлов и их сплавов: диссертация доктора химических наук : 02.00.04 / Яцимирский Виталий Константинович ; [место защиты: Институт проблем материаловедения АН УССР]. — Киев, 1986. : ил., табл.
- Яцимирський, К. Б., Яцимирський, В. К. Хімічний зв'язок. — К. : Вища шк., 1993.
- Каталіз закріпленими комплексами платини реакції окислення водню / Л. П. Олексенко, В. К. Яцимирський, О. Ю. Болдирєва, Д. Ю. Ляшенко // Украинский химический журнал. — 2000. — Т. 66, № 3. — С. 26-28.
- Катализ. Механизмы гомогенного и гетерогенного катализа, кластерные подходы / В. В. Гончарук [и др.] ; НАН Украины, Ин-т биоорган. химии и нефтехимии, Ин-т коллоид. химии и химии воды им. А. В. Думанского, Ин-т физико-органической химии и углехимии им. Л. М. Литвиненко, Физ.-хим. ин-т им. А. В. Богатского, Киев. нац. ун-т им. Тараса Шевченко. — К. : Наукова думка, 2002. — 542 с.
- Fe-Co-Cu-оксидні каталізатори в реакції окиснення СО / В. К. Яцимирський, О. В. Іщенко, С. В. Гайдай // Поверхность. — 2004. — Вип. 10. — С. 128—131.
- Фізико-хімічні властивості окисненого синтетичного вугілля СКС / В. К. Яцимирський, А. О. Горлова, В. Є. Діюк, Т. М. Безугла, О. М. Задерко // Поверхность. — 2004. — Вип. 10. — С. 146—150.
- Каталітична активність біядерних комплексів міді (II) з ацилдигідразонами трифторацетилацетону в реакції окиснення СО / В. К. Яцимирський, Л. П. Олексенко, В. Я. Зуб, В. Ф. Шульгін, І. В. Кузьмич, К. Д. Мельникова // Украинский химический журнал. — 2005. — Т. 71, № 8. — С. 92-96.
- Каталітична активність оксидів марганцю в реакції окиснення сажі / В. Я. Забуга, Г. Г. Цапюк, В. К. Яцимирський, А. В. Романівська, М. Ю. Федорчук // Украинский химический журнал. — 2006. — Т. 72, № 9. — С. 20-25.
- Каталітична активність оксидів міді в реакції окиснення сажі / В. Я. Забуга, Г. Г. Цапюк, В. К. Яцимирський, А. В. Романівська, Т. Г. Вербецька // Украинский химический журнал. — 2007. — Т. 73, № 11. — С. 41-47.
- Яцимирский В. К., Ищенко Е. В. Гетерогенный катализ и химия поверхности материалов // В кн.: Неорганические материалы, Изд.: Наукова думка.- 2008.- Т.1.- С. 272—290.
- В. Герасьова, Т. Безугла, В. Діюк, В. Яцимирський. Каталітична активність гетеробіметалічних комплексів Сu/М (М=Zn, Mn), нанесених на активоване вугілля, в реакції розкладу пероксиду водню // Вісник Київського ун-ту. Хімія, 2008, Вип. 46, С. 48 — 50.
- В. Е. Диюк, В. Г. Герасёва, Т. Н. Безуглая, В. К. Яцимирский Каталитическоe разложениe пероксида водорода гетеро-биметаллическими комплексами Cu/М (М = Mn, Zn) с открытоцепочными основаниями шиффа в присутсвии 1:1 и 2:1 электролитов // Теор. и эксперим. Химия, 2008, Т. 44, № 4, С. 240—247.
- Діюк В. Є., Гріщенко Л. М., Савицька А. М., Яцимирський В. К. Термічна стабільність та механізми трансформації поверхневого шару активованого вугілля, модифікованого кислотними центрами // Вопросы химии и химической технологи. — 2008. — № 2. — С. 96-101.
- Диюк В. Е., Грищенко Л. Н., Яцимирский В. К. Кинетика дегидратации изопропанола на модифицированном активированном угле, содержащем кислотные центры // Теоретическая и экспериментальная химия.– 2008. — Т.44. — № 5. С. 321—327.
- Активоване вугілля, модифіковане малеїновим ангідридом, як носій для оксидних каталізаторів окиснення СО / О. В. Іщенко, О. А. Бєда, В. Є. Діюк, В. В. Сидорчук, В. К. Яцимирський // Украинский химический журнал. — 2009. — Т. 75, № 5. — С. 23-25.
- Оксидні Cu–Co–Fe каталізатори, нанесені на КАВ, у реакції окиснення CO / В. К. Яцимирський, О. В. Іщенко, С. В. Гайдай, В. Є. Діюк, Т. В. Карташова // Украинский химический журнал. — 2009. — Т. 75, № 6. — С. 91-94.
- Каталізатори дегідратації ізопропілового спирту на основі хлорованого активованого вугілля / В. Є. Діюк, О. М. Задерко, Л. М. Гріщенко, Т. В. Чернявська, В. К. Яцимирський // Украинский химический журнал. — 2009. — Т. 75, № 11. — С. 43-47.
- Квантова хімія: підручник / В. К. Яцимирський, А. В. Яцимирський. — К.: Видавничо-поліграфічний центр «Київський університет», 2009. — 479 с.
- Дослідження активності оксидного Cu—Co—Fe каталізатора в окисненні вуглецю / В. К. Яцимирський, Г. Г. Цапюк, О. В. Іщенко, В. Є. Діюк, Т. В. Карташова, Л. М. Гріщенко // Сверхтвердые материалы. — 2010. — № 4. — С. 54-63.
- Каталітична активність нанесених цеолітних систем у реакції окиснення СО / Л. П. Олексенко, Г. О. Арінархова, В. К. Яцимирський, Л. В. Луценко // Украинский химический журнал. — 2010. — Т. 76, № 1. — С. 29-33.
- В. К. Яцимирський, В. О. Павленко, І. О. Савченко [та ін.]. Хімія: для ун-тів: повний курс в одному томі: підруч: для вищ. навч. закл. // Київ, «Перун», 2010. — 432 с.
- Функціоналізація поверхні активованого вугілля для одержання гетерогенних кислотних каталізаторів / В. Є. Діюк, Л. М. Гріщенко, О. М. Задерко, Т. М. Безугла, В. К. Яцимирський // Украинский химический журнал. — 2011. — Т. 77, № 1. — С. 34-39.

### Авторські свідоцтва на винаходи (у співавторстві)
- 2006 — «Низькотемпературний каталізатор для реакції окиснення CO, що складається з оксидної Cu-CO-Fe системи та вуглецевих нанотрубок»
- 2006 — «Спосіб одержання каталізатора реакції окиснення CO на основі багатокомпонентних оксидів 3D-металів та вуглецевих нанотрубок»
- 2007 — «Спосіб одержання марганцевмісного каталізатора окиснення монооксиду вуглецю»
- 2007 — «Спосіб нанесення багатокомпонентної оксидної системи на основі 3D-металів на вуглецеві нанотрубки при синтезі каталізаторів реакції окиснення CO»
- 2008 — «Спосіб одержання кобальтовмісного каталізатора окиснення монооксиду вуглецю»

## Нагороди
- 1999 — нагорода Ярослава Мудрого
- 2003 — Державна премія України в галузі науки і техніки — «за цикл наукових праць „Каталіз. Кластерні підходи, механізми гетерогенного та гомогенного каталізу“»
- соросівський професор